# Adam DeVine

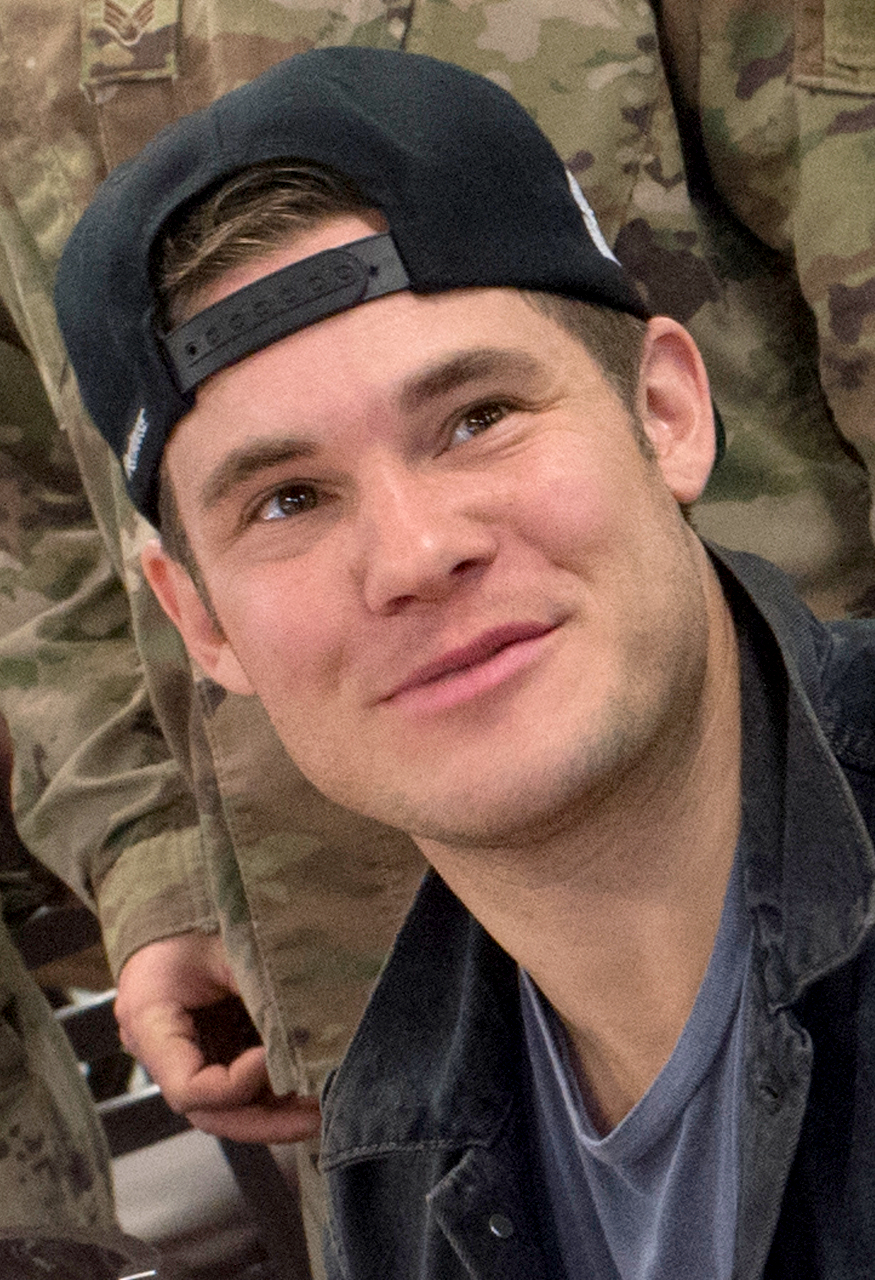
Adam DeVine (2017)

Adam Patrick DeVine (* 7. November 1983 in Waterloo, Iowa) ist ein US-amerikanischer Komiker, Schauspieler und Filmproduzent. Er ist einer der Schöpfer und Hauptdarsteller der Comedy-Central-Sitcom Workaholics sowie der Comedyshow Adam DeVine's House Party. DeVine ist außerdem in den Musik-Komödien Pitch Perfect und Pitch Perfect 2 und der Sitcom Modern Family zu sehen.

## Leben

### Kindheit und Jugend
DeVine wurde von seinen Eltern Dennis und Penny DeVine großgezogen. Er wuchs in Omaha (Nebraska) auf und graduierte 2002 von der Millard South High School. Gemeinsam mit seinem Freund und späteren Kollegen Blake Anderson besuchte er das Orange Coast College.
Im Juni 1995 wurde DeVine im Alter von 11 Jahren von einem Beton-Fahrmischer angefahren, als er sein Fahrrad über die Straße schob. Die Tatsache, dass das Fahrrad dabei zuerst getroffen wurde, verhinderte nach eigener Aussage seinen frühen Tod. Dabei brach er sich sämtliche Knochen beider Beine und fiel für zwei Wochen in ein Koma. Zu dem Zeitpunkt war unklar, ob DeVine jemals wieder laufen könnte. Über die folgenden Jahre hinweg hatte er 25 Operationen. Humor half dem späteren Schauspieler mit der Situation umzugehen.

### Familie
2019 verlobte sich DeVine mit Schauspielkollegin Chloe Bridges, die er 2014 am Set von The Final Girls kennengelernt hat. Im Dezember 2021 heirateten die beiden.
Die beiden haben ein Kind.

## Filmografie (Auswahl)
- 2009: Better Off Ted – Die Chaos AG (Better Off Ted, Folge 1x05)
- 2011: 301 – Scheiß auf ein Empire (The Legend of Awesomest Maximus)
- 2011–2017: Workaholics (Fernsehserie)
- 2012: Pitch Perfect
- 2013: Community (Fernsehserie, Folge 4x05)
- 2013–2016, 2018: Modern Family (Fernsehserie)
- 2013–2017: Uncle Grandpa (Fernsehserie, Stimme)
- 2014: Bad Neighbors (Neighbors)
- 2015: The Final Girls
- 2015: Pitch Perfect 2
- 2015: Man lernt nie aus (The Intern)
- 2016: Mike and Dave Need Wedding Dates
- 2016: Why Him?
- 2018: When We First Met
- 2018: Game Over, Man!
- 2019: Isn’t It Romantic
- 2019: The Righteous Gemstones
- 2019: Jexi
- 2019–2022: Grünes Ei mit Speck (Green Eggs and Ham, Fernsehserie, 23 Folgen, SprecStimmehrolle)
- 2020: Psychedelische Abenteuer: Have a Good Trip! (Have a Good Trip: Adventures in Psychedelics)
- 2020: Magic Camp
- 2021: Die Flummel (Extinct, Stimme)
- 2022: Pitch Perfect: Bumper in Berlin (Serien-Spin-off zur Filmreihe Pitch Perfect)
- 2023: The Out-Laws